# Nathalie Balla
Pour les articles homonymes, voir Balla.
Nathalie Balla, née le 30 novembre 1967 à Saint Germain-en-Laye, est une dirigeante française, connue pour avoir été présidente et directrice générale de l'entreprise française d'e-commerce La Redoute de 2009 à 2022, et avoir participé à son redressement financier.

## Biographie

### Formation
Diplômée de l’ESCP, elle poursuit ses études en doctorat spécialisé dans la finance à l'Université de Saint-Gall en Suisse.

### Carrière professionnelle
Elle commence sa carrière au sein du groupe Karstadt-Quelle. En 1998, elle rejoint Quelle Versand en tant que directrice et passe ensuite à Robert Klingel Europe en 2005.
Le 31 aout 2009, elle est nommée directrice générale de l'entreprise française d'e-commerce La Redoute qui appartient alors au groupe PPR (Kering), en remplacement de Nicolas Bernard. En 2013, Kering cède La Redoute pour un euro symbolique à Nathalie Balla et Éric Courteille qu'ils entreprennent de redresser dès 2014,. Elle participe alors au redressement financier de l'entreprise.
En 2017, elle intègre le conseil d’administration de Criteo comme administratrice indépendante.
En mars 2022, elle quitte son poste à la direction de La Redoute lors de la prise de contrôle de l'entreprise par les Galeries Lafayette,,. A la suite de cette vente aux Galeries Lafayettes, Nathalie Balla et Eric Courteille reçoivent environ 200 millions d’euros chacun et 1500 salariés actionnaires de La Redoute se partagent 100 millions d’euros. La presse salue alors ce "jackpot pour les salariés" et cette "réussite commerciale" ,,.

## Engagements
Nathalie Balla est engagée dans l’égalité femme-homme et pour davantage de parité au sein de l'entreprise. Ainsi, au sein de La Redoute, l'index d'égalité salariale fait une progression de quatre points entre 2018 et 2019 pour atteindre 89 %, l'objectif étant alors d'atteindre 95 %.
Elle travaille, avec un certain nombre d'autres entrepreneures, à favoriser la mixité de genre dans le domaine de l'entreprise. En 2018, elle cofonde le collectif féminin Sista (pour Sister) afin de promouvoir l'entrepreneuriat féminin dans le domaine numérique ainsi que pour faciliter l'accès aux financements. Le collectif comprend à l'origine 22 femmes cheffes d'entreprises, investisseuses comme Tatiana Jama, fondatrice de la Start-up Selectionnist, Céline Lazorthes, fondatrice du site internet de la cagnotte en ligne Leetchi ou encore Mercedes Era, cofondatrice de BETC.
En 2021, elle est membre du Grand Jury du challenge Start Me Up.
En 2024, Nathalie Balla rejoint un collectif de 80 entrepreneurs engagés pour la transition écologique afin de co-fonder la Climate House, un espace collaboratif situé à Paris, dédié à l’économie régénérative et à l’innovation climatique.

## Récompenses et reconnaissances
- Prix espoir de la Femme d’influence économique et le trophée de l’Innovation e-commerce en 2014[18]
- Révélation de l’année aux BFM Awards en 2017[19]
- Prix Veuve Clicquot de la femme d’affaires pour son redressement de La Redoute 2018[20].
- En 2019, elle est considérée par le magazine Forbes comme une des femmes les plus influentes de l'année[20].
- Chevalière de la Légion d'honneur (promotion juillet 2021[21])